# Richard Duffy
Richard Michael Duffy (ur. 30 sierpnia 1985 w Swansea) – walijski piłkarz występujący na pozycji obrońcy. Zawodnik klubu Port Vale.

## Kariera klubowa
Duffy zawodową karierę rozpoczynał w 2003 roku w Swansea City z Division Three. Zadebiutował tam 30 sierpnia 2003 roku w wygranym 4:1 pojedynku z Mansfield Town. W Swansea spędził pół roku. Na początku 2004 przeszedł do Portsmouth z Premier League. Jedyne spotkanie w jego barwach rozegrał 1 maja 2004 roku przeciwko Fulham (1:1). Będąc graczem Portsmouth, Duffy był wypożyczany do Burnley (Championship), czterokrotnie do Coventry City (Championship) oraz do Swansea z League One.
Na początku 2009 roku Duffy trafił do Millwall z League One. Pierwszy ligowy mecz zaliczył tam 9 lutego 2009 roku przeciwko Leeds United (0:2). W Millwall grał przez pół roku. W połowie 2009 roku odszedł do Exeter City, także grającego w League One. Zadebiutował tam 8 sierpnia 2009 roku w przegranym 1:2 spotkaniu z Leeds United.

## Kariera reprezentacyjna
Duffy jest byłym reprezentantem Walii U-17, U-19 oraz U-21. W pierwszej reprezentacji Walii zadebiutował natomiast 17 sierpnia 2005 roku w zremisowanym 0:0 towarzyskim meczu ze Słowenią.